# Pontboset
Pontboset (arpità Pontbosèt) és un municipi italià, situat a la regió de Vall d'Aosta. L'any 2007 tenia 186 habitants. Limita amb els municipis d'Arnad, Champorcher, Donnas, Hône, Issogne, Traversella (TO) i Vico Canavese (TO) 

## Administració

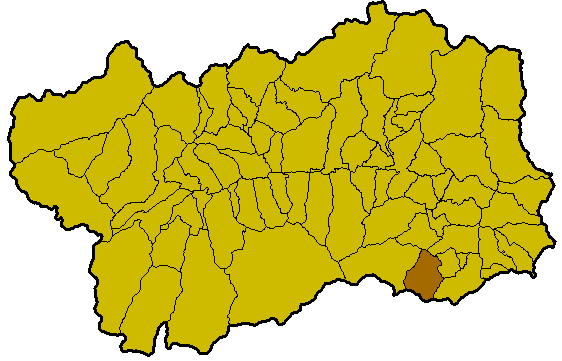
Situació de Pontboset a la Vall

| Període | Identitat           | Partit        |
| ------- | ------------------- | ------------- |
| 2005-   | Ilo Claudio Chanoux | Llista cívica |